# 5 Ocak Fatih Terim Stadyumu
5 Ocak Fatih Terim Stadyumu – nieistniejący już wielofunkcyjny stadion w Adanie, w Turcji. 

## Historia
Został otwarty w 1938 roku, swój ostateczny kształt zyskał po modernizacjach z lat 1975 i 1988. Obiekt położony był w centrum miasta i mógł pomieścić 16 231 widzów. Swoje spotkania rozgrywali na nim piłkarze klubów Adanaspor oraz Adana Demirspor. Pięć meczów towarzyskich rozegrała na nim również piłkarska reprezentacja Turcji. W 2021 roku, po otwarciu nowego stadionu na północnych przedmieściach Adany, dokonano rozbiórki starego obiektu.